# Dissotrocha spinosa
Dissotrocha spinosa är en hjuldjursart som först beskrevs av David Bryce 1892.  Dissotrocha spinosa ingår i släktet Dissotrocha och familjen Philodinidae. Arten är reproducerande i Sverige. Inga underarter finns listade i Catalogue of Life.